# Alphonse Joseph Charles Dubois
Pour les articles homonymes, voir Dubois.
Alphonse Joseph Charles Dubois est un  naturaliste belge, né le 18 octobre 1839 à Aix-la-Chapelle et mort le 1er juin 1920 à Coxyde-sur-Mer.
Après son titre de doctorat de médecine, il devient conservateur en 1869 au département des vertébrés au Muséum royal d’histoire naturelle de Bruxelles.
Il travaille avec son père, Charles Frédéric Dubois (1804-1867), sur son ouvrage Les Oiseaux de l’Europe et leurs œufs et l’achève après sa mort en 1868 et le fait paraître en 1872. Le livre comprend deux volumes, le second, contenant les planches, est l’œuvre de son père.
Il fait paraître, de 1887 à 1894, La Faune illustrée des Vertébrés de la Belgique, suivie par un manuel, Synopsis avium (deux volumes, 1899-1904).
Il prend sa retraite à Coxyde-sur-Mer.

## Sources
- Maurice Boubier, L’Évolution de l’ornithologie, Paris, Alcan, coll. « Nouvelle collection scientifique », 1925, ii + 308